# Douglas (South Lanarkshire)
Douglas – miejscowość w Szkocji nad rzeką Douglas Water około 20 kilometrów na południowy wschód od Glasgow.
Pod koniec czerwca 1940 roku w Douglas utworzono obóz namiotowy dla polskich żołnierzy ewakuowanych z Francji. W tym obozie przebywali, między innymi, żołnierze 10 Brygady Kawalerii oraz Samodzielnej Brygady Strzelców Podhalańskich i 24 Pułku Ułanów. W Douglas znajduje się Polish Memorial Garden, w którym zgromadzono trzy pomniki ustawione przez żołnierzy 10 BK. 